# Каер-Морхен
Каер Морен (пол. Kaer Morhen, англ. Kaer Morhen) — гірська фортеця в циклі романів Анджея Сапковського «Відьмак», в якій була розташована одна з відьмачих шкіл — школа Вовка.
Каер Морен — напівзруйнований замок у Синіх горах на территорії Каедвену у місці, «відомому лише небагатьом». Знаходиться  за рікою Ґвенллех (зі Старшої Мови- Річка Білих Каменів). Назва замку Старшою Мовою — Caer a’Muirehen, що перекладається як «Фортеця Старого Моря». 
Стіни фортеці були трапецієподібними. Замок було зруйновано під час повстання фанатиків під можливим керівництвом невідомого чародія, які вважали відьмаків монстрами, негідними існування. Як нагадування про той жахливий період, під мостом, що веде до замку Каер Морен, лежать кістки мертвих. Але відьмаки, яким пощастило вижити, залишилися жити в його руїнах. 
Саме в Каер Морені молоді хлопчики (отримані «правом несподіванки») перетворюються на відьмаків за допомогою мутацій і навчання. Відьмаки захищають людей від чудовиськ. Останнім відьмаком зі школи Вовка є Ламберт. На момент розповіді книги «Кров ельфів» нових відьмаків (окрім Цірі) в замку не «виготовляли» вже більш як чверть сторіччя. 
Каер Морен був місцем зимівлі відьмаків. В останній момент саги Каер Морен був населений Весеміром, який був наставником Геральта з Рівії та «невідомо, чи не старішим за Каер Морен».